# Ťing Chaj-pcheng
Ťing Chaj-pcheng (čínsky pchin-jinem Jǐng Hǎipéng, znaky zjednodušené 景海鹏, tradiční 景海鵬; * 24. října 1966 Jün-čcheng, Šan-si, ČLR) je čínský vojenský pilot a kosmonaut, 482: člověk ve vesmíru. V letech 2008 až 2016 absolvoval dva kratší a jeden měsíční kosmický let. V současnosti při svém čtvrtém letu pobývá na dlouhodobé misi na Vesmírné stanici Tchien-kung.

## Život
Ťing pochází z města Jün-čcheng v provincii Šan-si. V roce1985 byl přijat na leteckou univerzitu vojenského letectva Čínské lidové osvobozenecké armády. V roce 1991 se stal pilotem a na stíhačkách J-6 nalétal bezpečné 1 200 hodin.
Od října 1995 procházel výběrem mezi čínské kosmonauty. Po úspěšném absolvování všech testů byl v lednu 1998 zařazen do oddílu kosmonautů Číny. 
Od března 2007 do ledna 2010 studoval strojírenství na Škole leteckého inženýrství Univerzity Čching-chua v Pekingu a získal magisterský titul.
Koncem roku 2013 byl povýšen do hodnosti generálmajora.

### 1. kosmický let
Při druhém čínském letu – Šen-čou 6 v říjnu 2005 – byl s Liou Po-mingem členem druhé záložní posádky.
Roku 2008 byl jmenován členem posádky třetího čínského letu v lodi Šen-čou 7, společně s Čaj Č’-kangem a Liou Po-mingem. Odstartovali 25. září 2008 v 13:10 UTC. Nejdůležitějším cílem letu byl první výstup čínských kosmonautů do vesmírného prostoru. Výstup proběhl 27. září od 8:38 do 9:00 UTC. Z lodi vystoupil Čaj Č'-kang, pomáhal mu Liou Po-ming. Po skončení výstupu se od lodi oddělil mikrosatelit určený ke snímkování lodi (aktivní do 4. ledna 2009). Kosmonauti přistáli v návratovém modulu 28. září 2008 v 9:38 UTC. Orbitální modul zůstal na oběžné dráze s očekávanou životností půl roku.

### 2. kosmický let
V březnu 2012 byl jmenován velitelem jedné ze dvou posádek určených k letu Šen-čou 9, jejími dalšími členy byl Liou Wang a kosmonautka Liou Jang. Dne 15. června byla jeho posádka oficiálně označena za hlavní a o den později v 10:37:25 UTC odstartovala. Šen-čou 9 se pak 18. června 2012 v 06:07:05 UTC spojila s čínskou testovací vesmírnou stanicí Tchien-kung 1. Kromě vědeckého programu provedla posádka automatické odpojení své lodi a stanice 24. června v 03:09 UTC a poté opětovné připojení ze vzdálenosti 400 metrů, na posledních 140 metrech v manuálním režimu pod vedením Liou Wanga , který v 04:42 UTC opět obě tělesa spojil. Loď se pak od stanice definitivně odpoutala 28. června v 01:22 UTC a 29. června v 02:03 UTC přistála.

### 3. kosmický let
Jako první z čínských kosmonautů vzlétl do vesmíru i potřetí, a to 16. října 2016 jako velitel lodi Šen-čou 11, která se po dvou dnech letu spojila s testovací vesmírnou stanicí Tchien-kung 2. Ťing s kolegou Čchen Tungem na stanici strávili měsíc, během něhož provedli řadu vědeckých a technických experimentů zaměřených na fyziologické účinky beztíže, testy spolupráce člověka a stroje na technologii údržby na oběžné dráze a úspěšně vypustili doprovodnou družici. Uskutečnili také doprovodné fotografování a pozorování při průletu kolem stanice na krátkou vzdálenost. Šen-čou 11 se od stanice oddělila 17. listopadu ve 4:41 UTC a přistála o den později v 05:59:39 UTC.

### 4. kosmický let
Ťing se jako první z čínských kosmonautů dočkal i čtvrtého kosmického letu. Současně je a zůstane jediným člověkem, který navštívil všechny tři čínské vesmírné stanice – při čtvrtém letu se vydal k půlročnímu pobytu na Vesmírné stanici Tchien-kung. Jako velitel letu Šen-čou 16 se na cestu vydal 30. května 2023 v 01:31:13 UTC, doprovázeli ho nováčkové Ču Jang-ču a Kuej Chaj-čchao. Ke stanici se připojili sedm hodin po startu v 08:29 a stali se její 5. dlouhodobou posádkou a zároveň první, jejímž úkolem není dokončit montáž a propojení modulů a systémů TSS, a místo toho se bude plně soustředit na vědecký a výzkumně-vývojový program. S kolegou Ču Jang-ču uskutečnil Ťing 20. července svůj první – zhruba osmihodinový – výstup do volného prostoru, při kterém především nainstalovali a zprovoznili panoramatické kamery na vnější straně modulů Tchien-che a Meng-tchien. Let trval pět měsíců – Šen-čou 16 se od stanice odpojila 30. října 2023 v 12:37 UTC a poté 31. října 2023 v 00:11:32 UTC dosedla v přistávací oblasti Dongfeng v čínské autonomní oblasti Vnitřní Mongolsko. 